# Thermokarst
Thermokarst of cryokarst is een term uit de geomorfologie waarmee een proces van landschapsvorming wordt bedoeld dat ontstaat wanneer de permafrost in het Noordpoolgebied ontdooit. De dooi leidt dan tot een zeer onregelmatig landschap met moerassige holtes en kleine heuvels (in het Engels hummocks genoemd). Er ontstaan dooibekkens en zelfs dooimeren, en dat versnelt de dooi van de omliggende, nog bevroren grond. Het fenomeen komt op kleinere schaal ook voor in bergachtige gebieden zoals de Himalaya's en de Zwitserse Alpen.  
De term “thermokarst” verwijst naar gelijkaardige processen in het klassieke fenomeen karst, een term uit de Duitse taal. 
De vorming van dergelijke dooimeren als gevolg van opwarming van de Aarde is een zelfversterkende, positieve terugkoppeling, aangezien bij de dooi methaan en koolstofdioxide worden vrijgegeven, wat bijdraagt tot een verdere opwarming.
In bepaalde gevallen ontstaat een diepe krater, zoals de Batagaika-krater in Siberië, een extreem voorbeeld van een grote thermokarst-depressie.

## Galerij

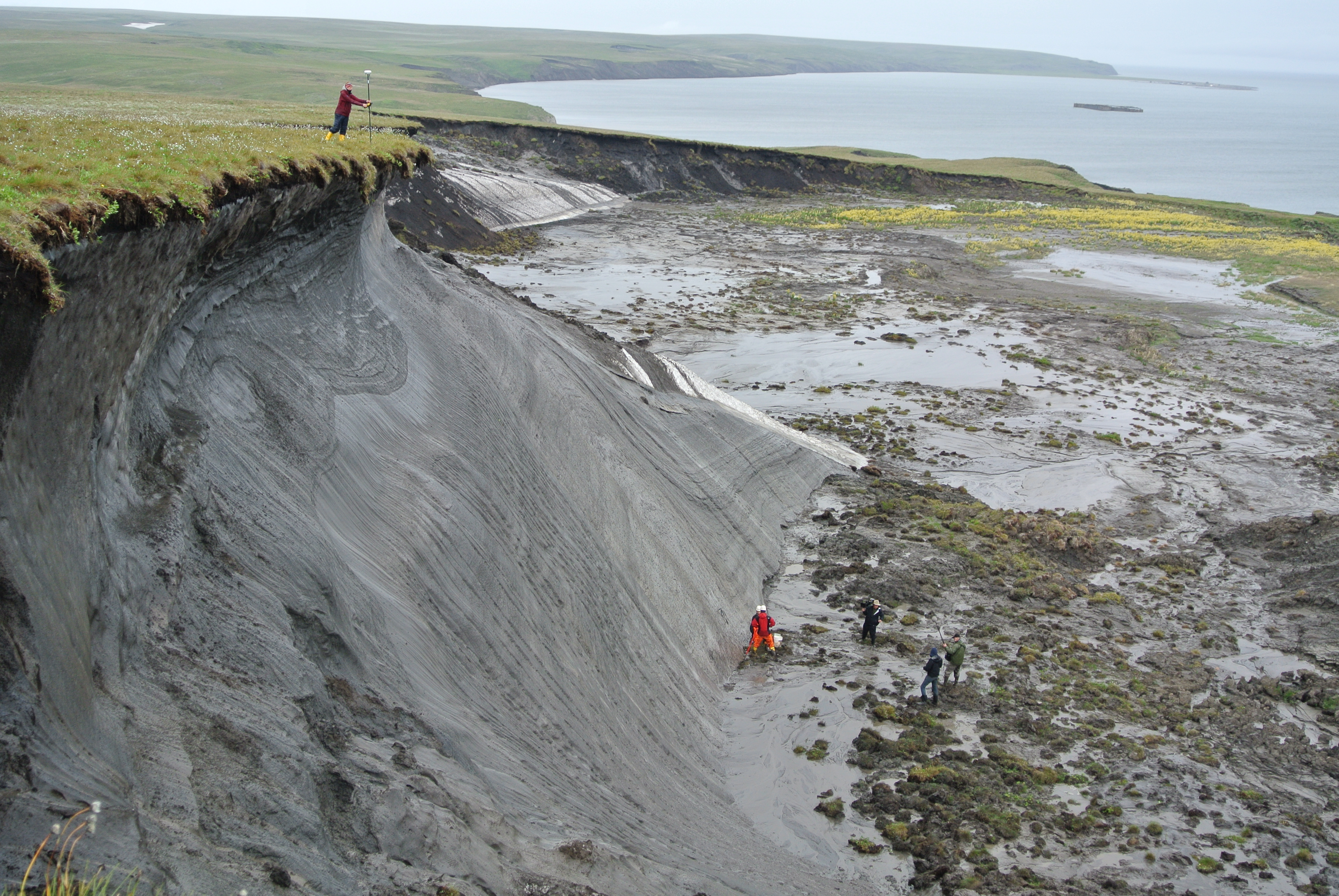
Smeltende permafrost in Herscheleiland, Canada, 2013
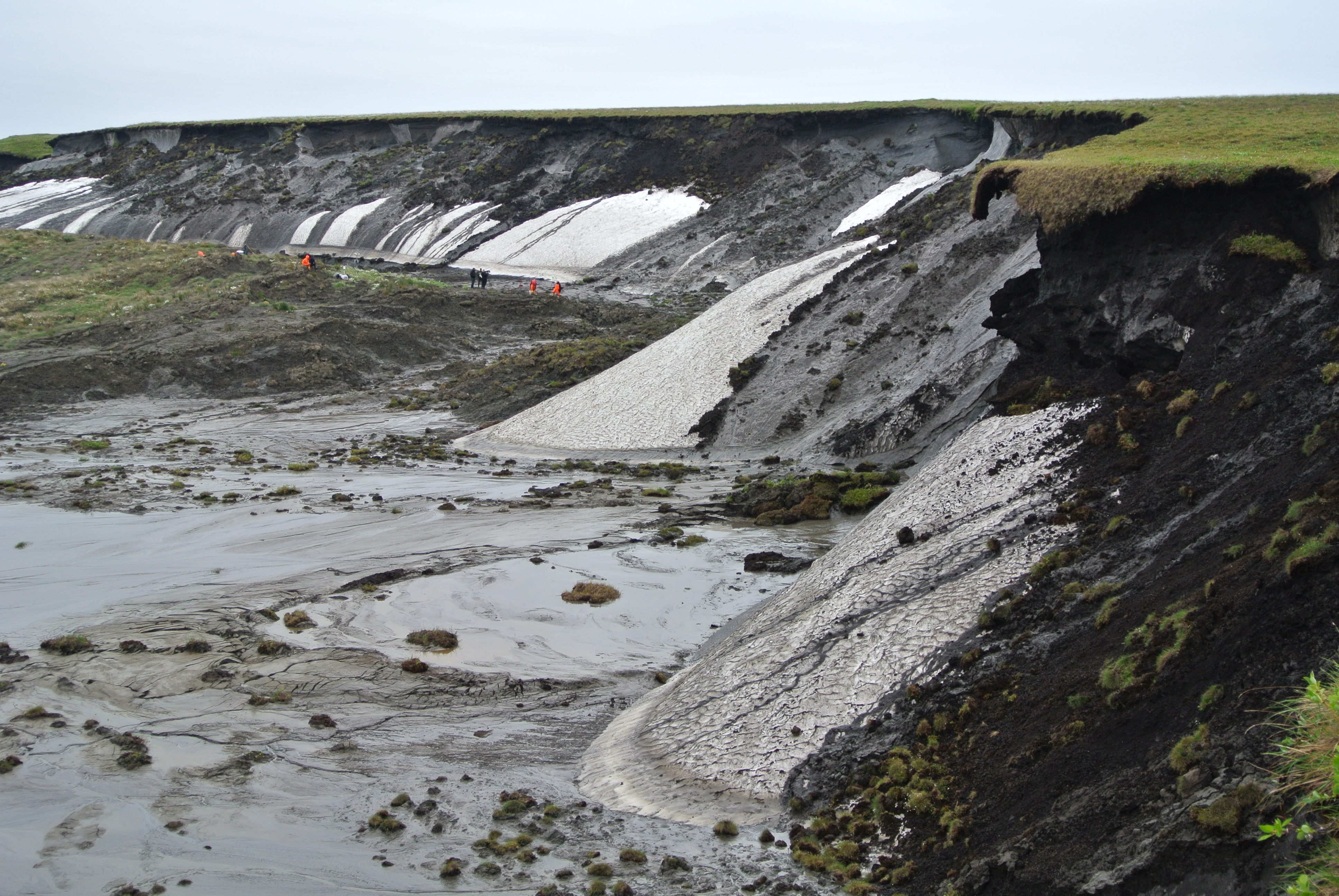
Smeltende permafrost in Herscheleiland, Canada, 2013
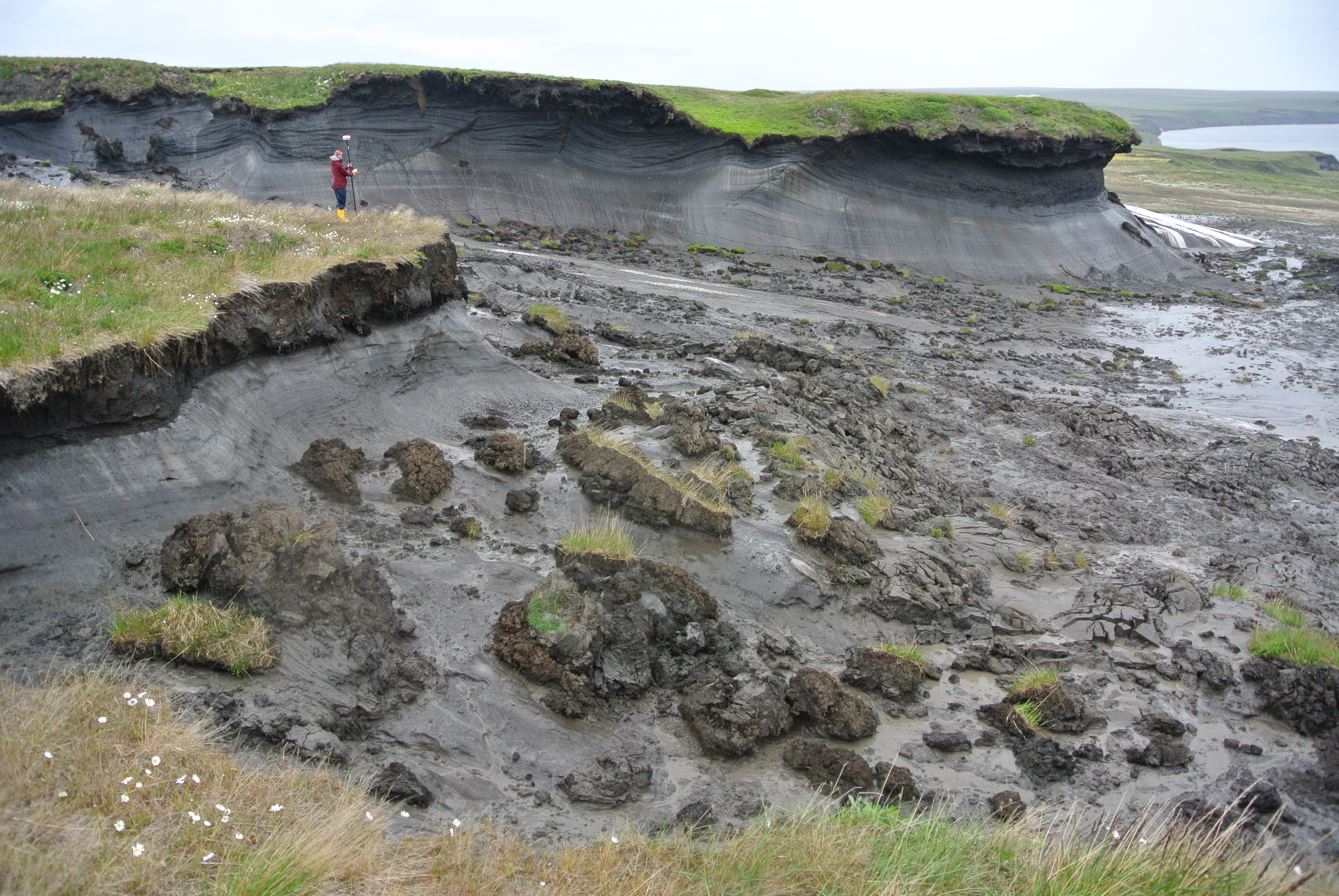
Smeltende permafrost in Herscheleiland, Canada, 2013
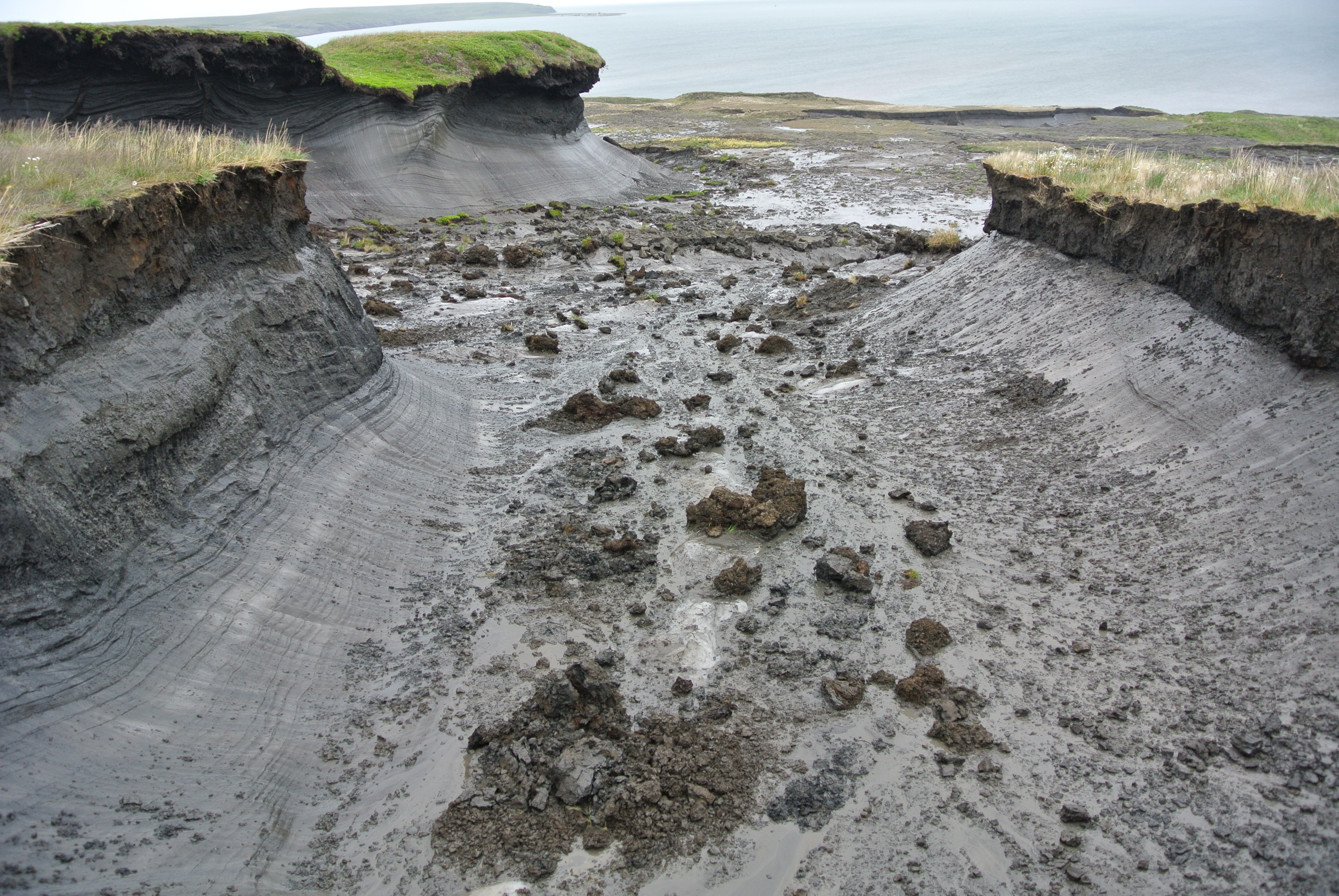
Smeltende permafrost in Herscheleiland, Canada, 2013
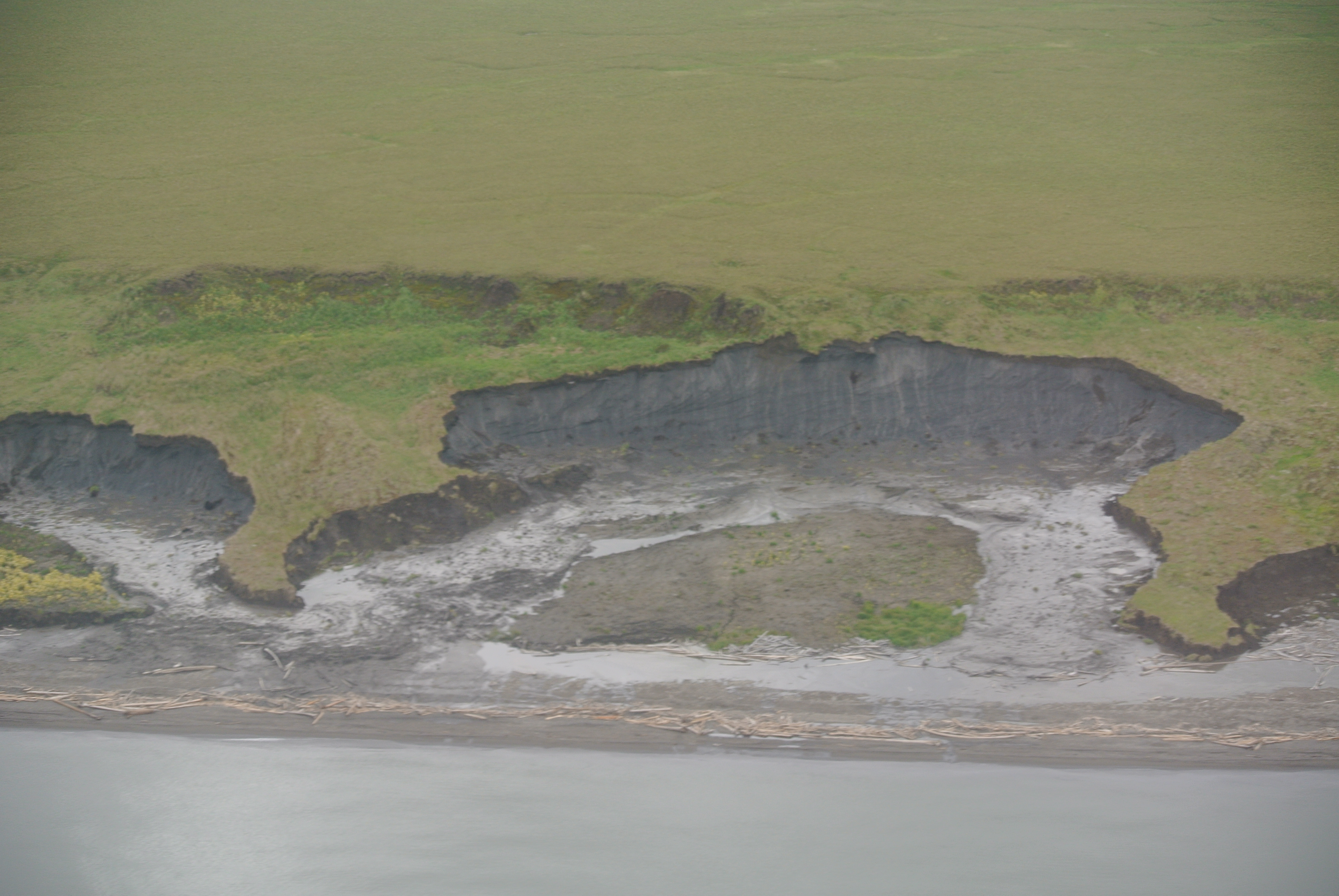
Smeltende permafrost in Herscheleiland, Canada, 2013
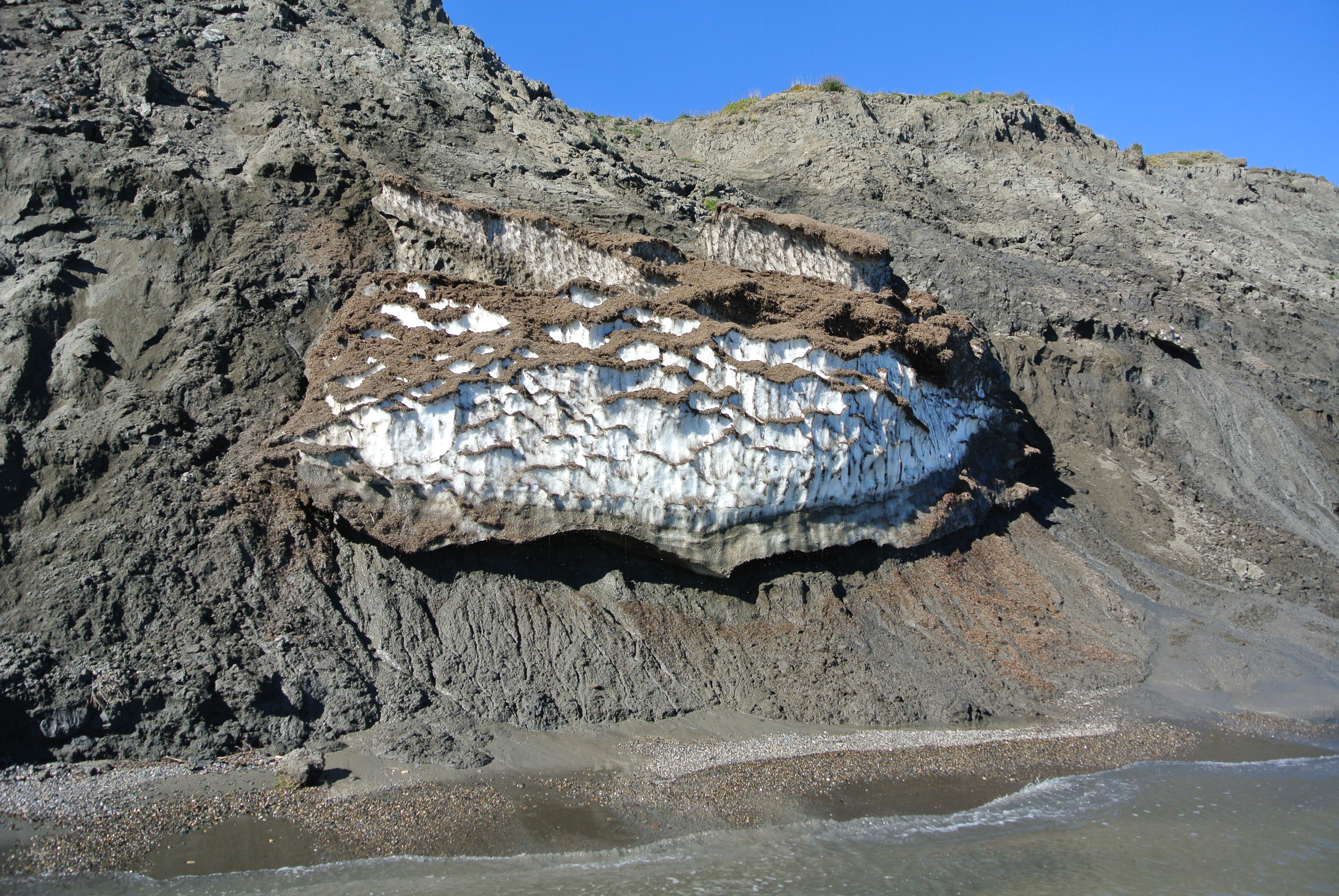
Permafrost en ijs in Herscheleiland, Canada, 2012
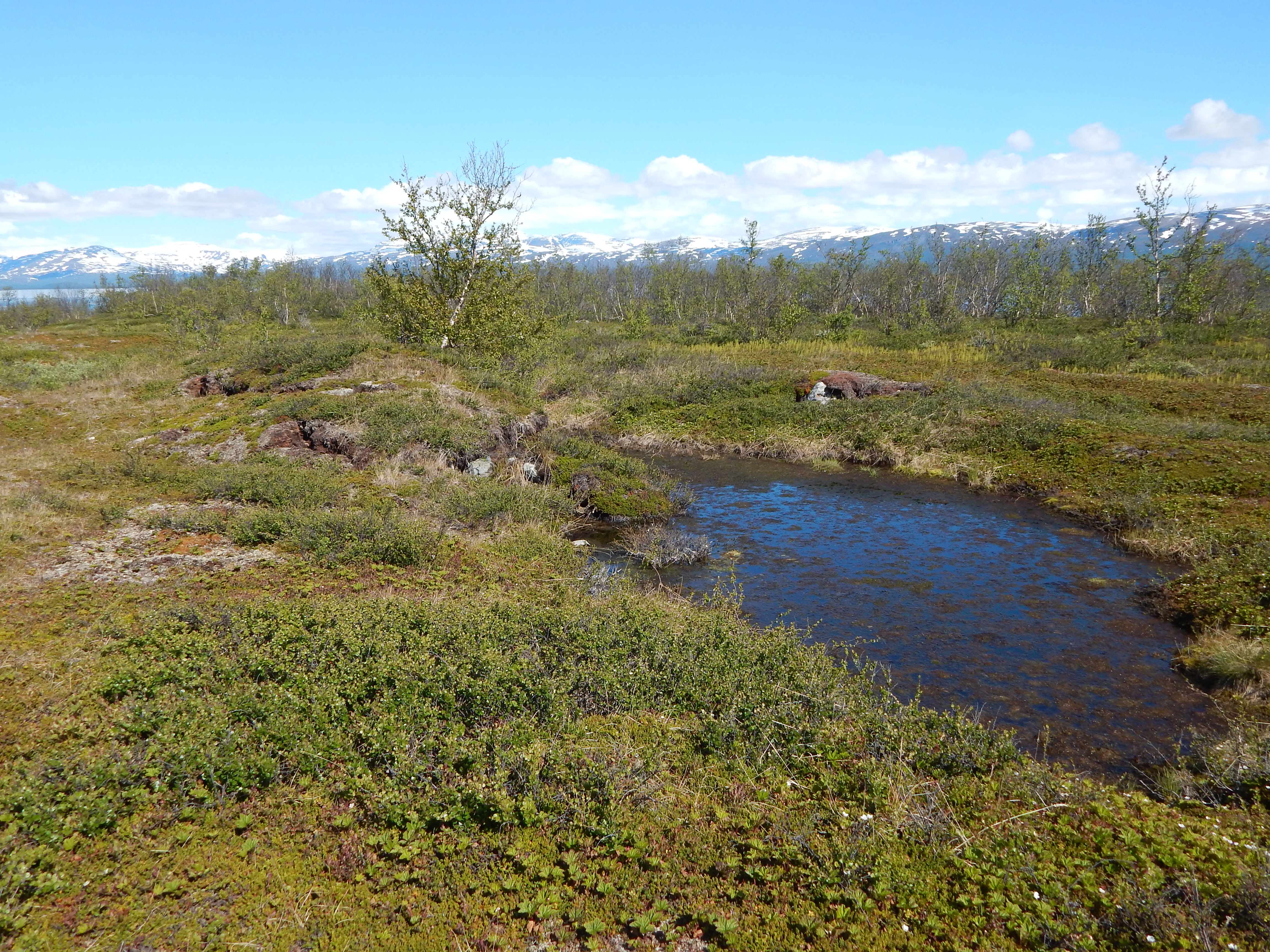
Nabij Abisko, Noord-Zweden
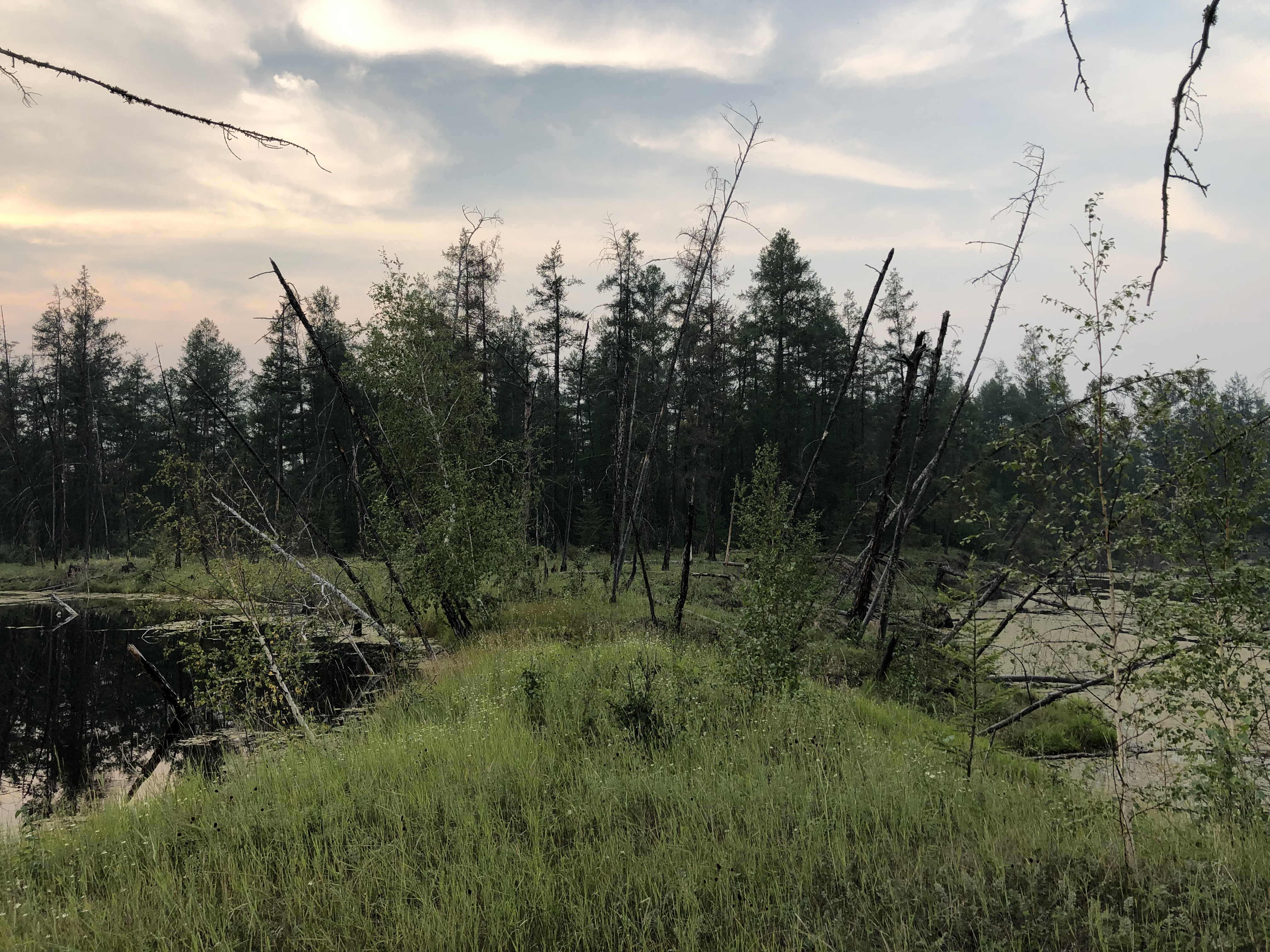
Twee thermokarst meren in Centraal Jakoetië